# Duwajr al-Hawa
Duwajr al-Hawa (arab. دوير الهوا) – wieś w Syrii, w muhafazie Aleppo. W 2004 roku liczyła 232 mieszkańców.